# Acronicta radcliffei
Acronicta radcliffei là một loài bướm đêm trong họ Noctuidae.